# Gorlicei áttörés
A galíciai gorlicei áttörés az első világháború keleti frontján 1915. május 2. és 5. között az 1915-ös tavaszi hadjárat előzményeként az osztrák–magyar és német szövetséges csapatok által végrehajtott hadművelet volt.
A térség ma Lengyelországban, a Kis-lengyelországi vajdaságban van.

## Előzmények

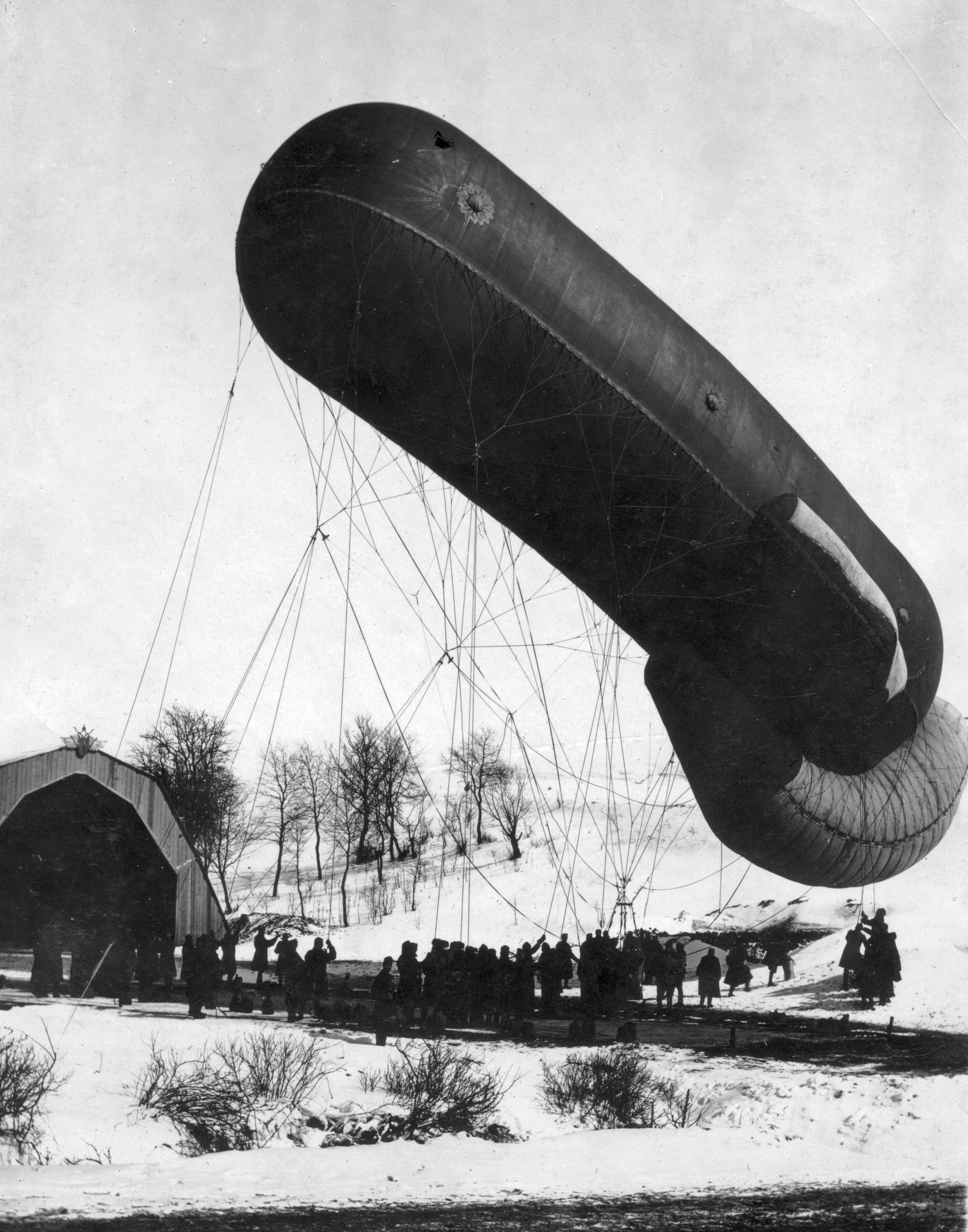
Kötött léghajó és hangárja Gorlicénél (1915)

A Franz Conrad von Hötzendorf osztrák gyalogsági tábornok által tervezett és Erich von Falkenhayn német gyalogsági tábornok által támogatott hadművelet célja a Kárpátok megtisztítása az oroszoktól, illetve a Románia és Olaszország központi hatalmi oldalon való tartása volt. 1915 áprilisában a hadművelet végrehajtására a nyugati hadszíntérről átszállított nyolc német és három osztrák–magyar hadosztályból április 17-én megalakították az August von Mackensen vezérezredes vezette német 11. hadsereget. Alárendeltségébe került a József Ferdinánd főherceg, gyalogsági tábornok vezette osztrák-magyar 4. hadsereg is. Az így létrejött Mackensen-hadseregcsoportnak összesen 191 000 puskája, 2900 géppuskája, 1050 lövege volt, a szövetségesek a frontvonal adott szakaszán 357 000 katonát, 1700 löveget és aknavetőt összpontosítottak.
A hadászati terv szerint a német 11. hadsereg a Małastów és Gromnik közötti orosz arcvonal áttörése után főerőivel Gorlice, Jasło, Krosno irányába kiszélesíti az áttörést, és tovább támadva beveszi Jarosławt. Az osztrák–magyar 4. hadseregnek a 11. hadsereg balszárnyának biztosítására Tarnów, illetve Dębica irányába kellett támadnia. A 11. hadsereg jobbszárnyán a Monarchia Svetozar Borojević gyalogsági tábornok vezette 3. hadseregének Przemyśl visszafoglalását szabták feladatául. A Mackensen-hadseregcsoport szétbontakozása 1915. április 21. és 27. között megtörtént. A tüzérség május 1-jén végrehajtotta a betörést, a gyalogság 2-án virradó hajnalra elfoglalta rohamállásait.

## A csata
Az egész hadművelet nem tartott tovább 3 napnál, viszont ezalatt rengeteg fontos esemény zajlott le.

### Május 2.
A támadást május 2-án reggel hat órától négyórás tüzérségi előkészítés vezette be, a 11. hadsereg Ropica Ruska, Gorlice, Staszkowka, Rzepienik közötti áttörési szakaszán 700 löveg és aknavető lőtt szakadatlanul az orosz állásokra. A német és az osztrák-magyar gyalogság tíz órakor indult rohamra. Május 2-án estére az áttörés a Małastów és Gromnik közötti 40 km-es szakaszon az orosz első állás mélységéig mindenütt sikerrel járt.

### Május 3.
Igen sok vérbe került, míg végre május 3-án német segítséggel sikerült Przemyślt visszafoglalni és ezzel az arcvonal jelentékeny részét a San folyón átnyomni. Igaz, hogy az orosz veszteség még nagyobb volt. Nyikolaj Ivanov négy serege május havában 412 000 halottat, sebesültet és foglyot vesztett. Viszont veszteségeit pótolni tudta mert 15 hadosztálynyi erősítést kapott. Ezek segítségével Radko Dimitriev és Bruszilov közé egy újabb viszonylag nagy harcértékű sereggel állhatott fel. Ivanov még Przemyśl elvesztése után is bizakodott abban, hogy seregeinket Lemberg előtt megállíthatja. Arcvonala közepét kissé visszavette és jól felkészült a Lemberg védelmére vívandó döntő csatára. Két szárnya nem hátrált, hanem szilárdan tartotta magát: nyugaton a San alsó folyása mentén, ahol a főherceg serege hasztalan kísérelte meg az átkelést, keleten – a Dnyeszter és a Prut között, ahol Linsingen és Pflanzer-Baltin előnyomulásának állta útját. Az oroszok itt alaposan felkészültek a védelemre. Volt rá idejük, mert a Monarchiának és a Német Birodalomnak pótolnia kellett veszteségeket és az elvesztett hadianyagot.

### Május 4.
Május 4-én az orosz második védőöv, és a 15–20 km mélységben erődített védelmi állások illetve, harmadik állás elfoglalásával az áttörés befejeződött. A győzelmet hivatalosan az osztrák–magyar és német csapatok érték el, viszont hatalmas veszteségeket szenvedtek.

## Következmények
A gorlicei áttörés, bár sikeres volt, nem hozta meg az összes várt eredményt, mivel Olaszország az antant mellé állt. Ennek ellenére a központi hatalmak ezzel meggyőzték Bulgáriát, s így az ő oldalukon lépett be a háborúba. Mindkét fél hatalmas veszteségeket szenvedett. 
Csak aki átélte a kárpáti csata utáni mélységes depressziót, az tudja igazán megérteni, mit jelentett Gorlice: a megszabadulást a szinte már elviselhetetlen nyomás alól, a fellélegzést a legsúlyosabb gondok szorongatásából, a bizalom visszatérését és a győzelem kilátásának felragyogását.

## Képgaléria
1917-ben Kisfaludi Strobl Zsigmond megrendelést kapott a királytól a gorlicei áttörés ábrázolására, szobrát fel is állították Kassán, de az elpusztult.

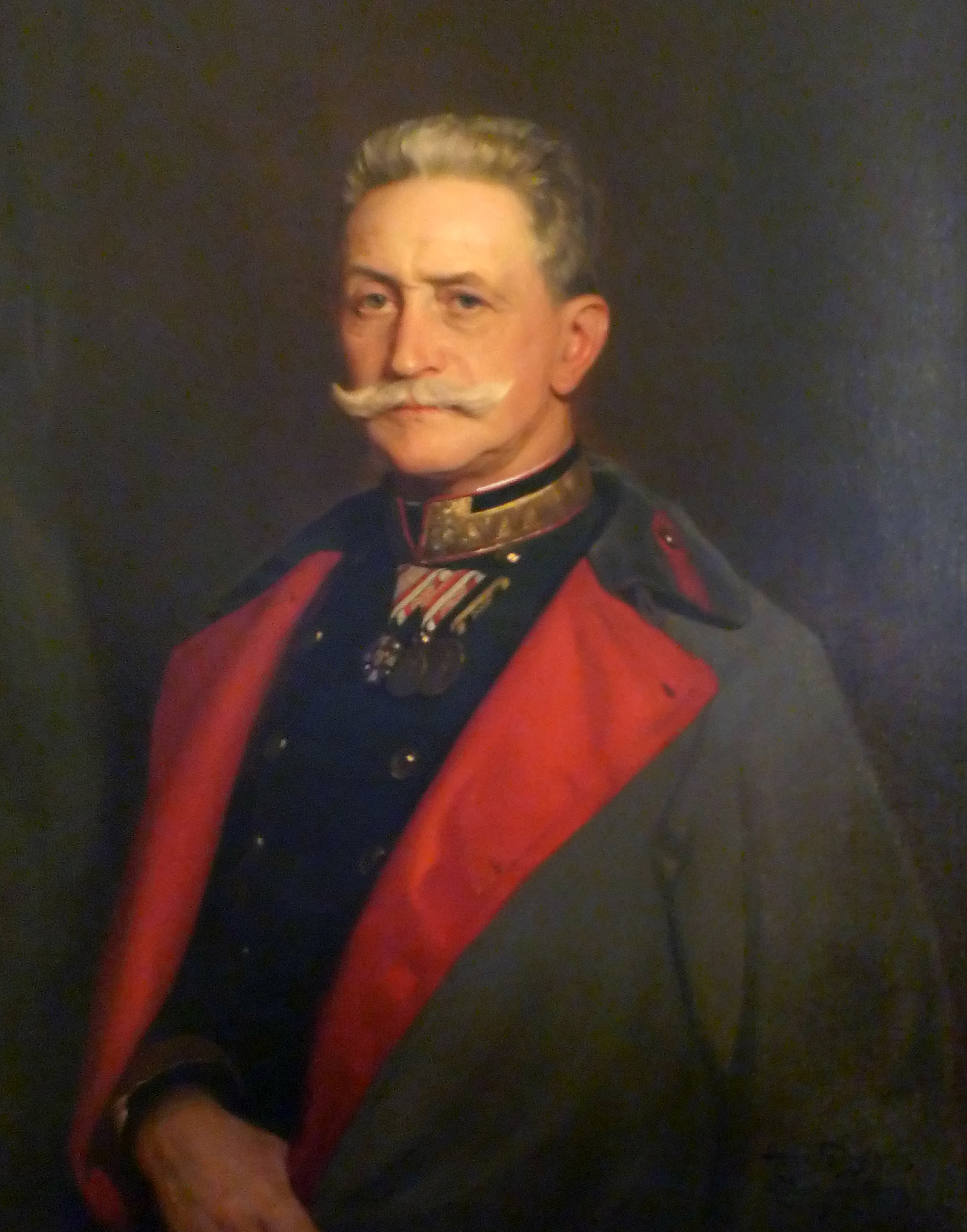
Franz Conrad von Hötzendorf
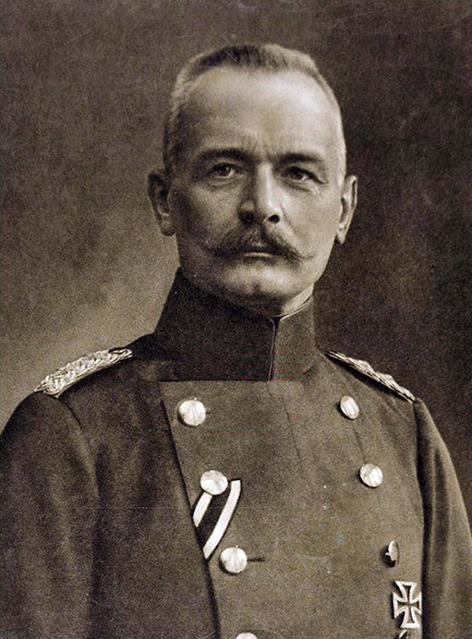
Erich von Falkenhayn
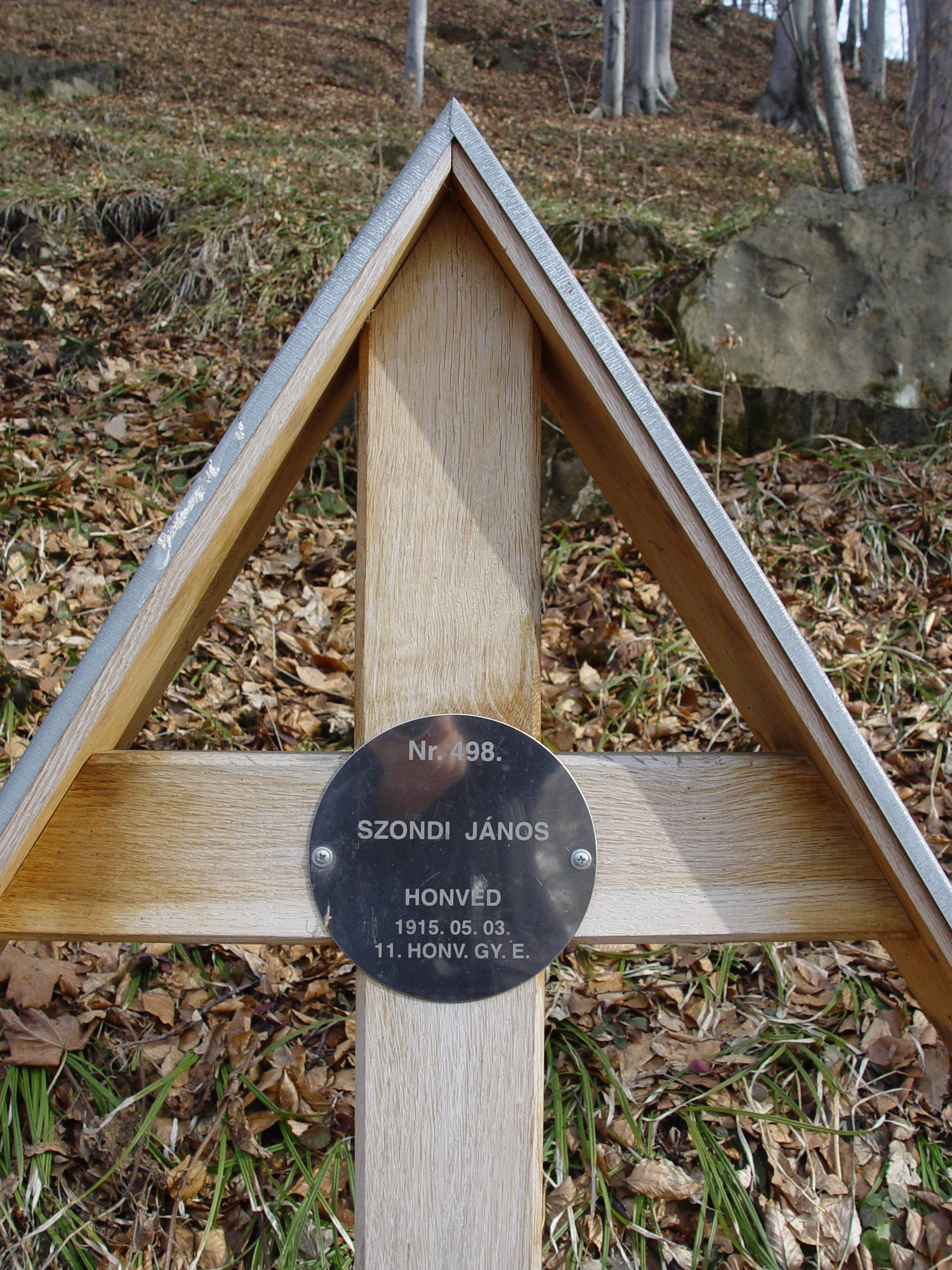
Szondi János honvéd sírja a Łużna-Pustki temetőben(wd)
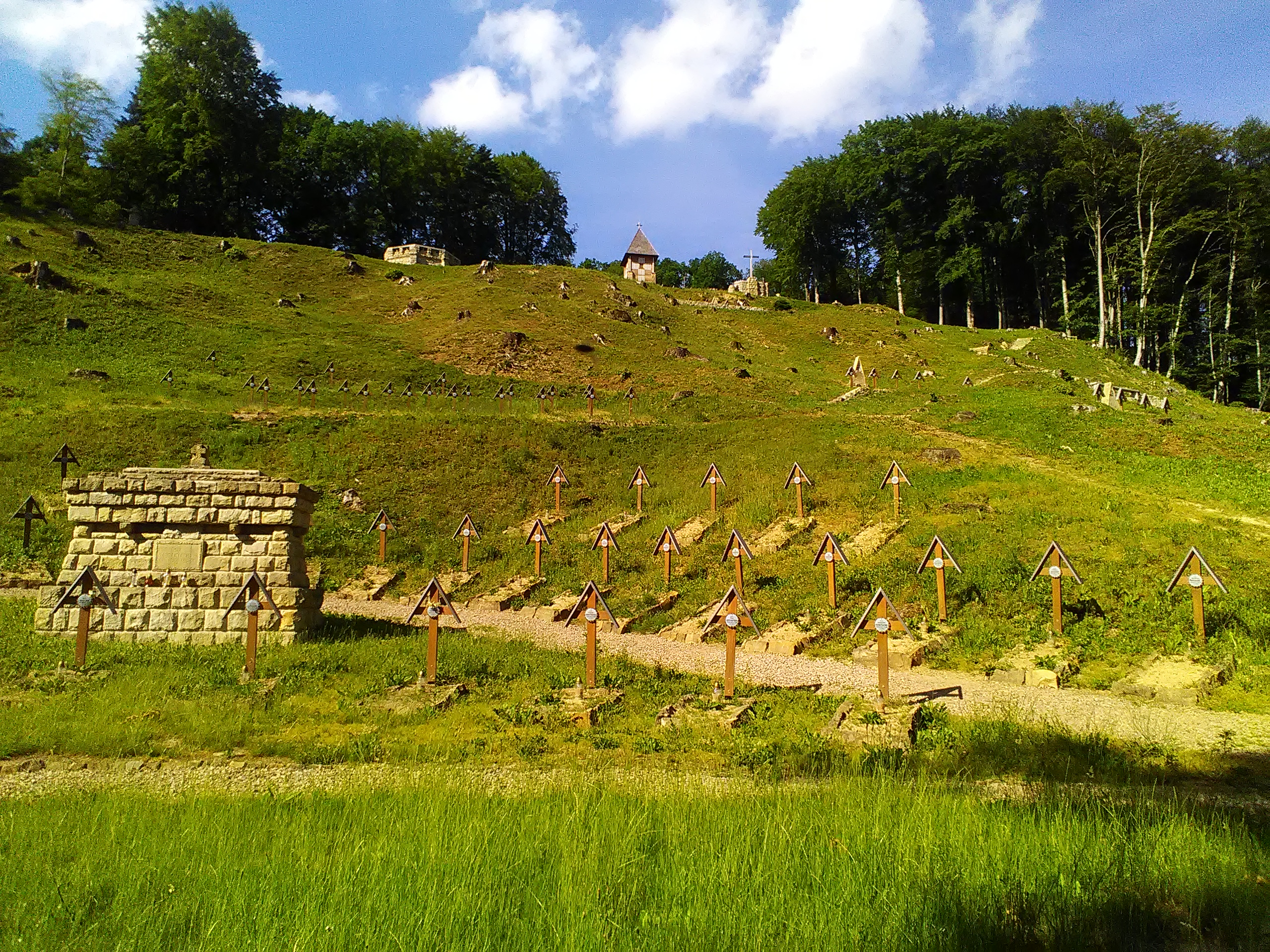
Łużna-Pustki temető